# Glanzrückensegler
Der Glanzrückensegler (Apus acuticauda) ist eine Vogelart aus der Ordnung der Seglervögel.

## Beschreibung
Der fast gänzlich dunkel befiederte Vogel erreicht eine Länge von 17 bis 18 Zentimetern. Jegliches Weiß auf dem unteren Rücken fehlt. Die Unterseite kann weiß gesäumt sein, aber aufgrund von Abnutzung manchmal auch einheitlich dunkel erscheinen. Der Glanzrückensegler ist schlank und weist an der Unterseite eine Schuppung auf. Der Schwanz ist tief gegabelt.

## Verbreitung und Population
Der Glanzrückensegler ist von wenigen Brutkolonien in den Gebirgsausläufern des Himalayas in Bhutan und in den Gebirgszügen der Bundesstaaten Meghalaya und Mizoram im nordöstlichen Indien bekannt. Über seine Wanderungen ist nichts bekannt. Außerhalb der Brutsaison ist er in Indien und im nordwestlichen Thailand beobachtet worden. Aufgrund der bekannten Brutkolonien schätzt man die Population zwischen 200 und 1000 Exemplare. Die IUCN stuft ihn deshalb als „gefährdet“ (vulnerable) ein.

## Lebensweise
Der Glanzrückensegler brütet in Kolonien in den Spalten von Felswänden oder in 200 bis 1.350 m tiefen Schluchten in der Nähe von Wäldern. Auch wenn die Art in feuchten, bewaldeten Hügeln mit Wasserfällen, steilen Klippen und Felsvorsprüngen ihre Nester errichtet, ist er auch in anderen Lebensräumen bei der Nahrungssuche zu beobachten. Die Brutsaison ist von März bis Mai. Während des Brütens halten sich die Vögel in unmittelbarer Nähe der Brutkolonien auf. Danach ziehen sie ab und kehren im folgenden Jahr wieder. Außerhalb der Brutsaison ist er in Höhen bis 1.500 m zu beobachten.
Die Lautäußerungen werden als hohe, dünne Rufe sowie krächzende, trillernde Schreie beschrieben. 